# Бродович Михайло Франкович
Михайло Франкович Бродович (8 серпня 1957, Івано-Франківська область) — український дипломат. Надзвичайний і Повноважний Посол України. Почесний доктор Прикарпатського національного університету імені Василя Стефаника (з 2011).

## Біографія
Народився 8 серпня 1957 році у місті Галич на Івано-Франківщині. У 1979 році закінчив Івано-Франківський державний педагогічний інститут, іноземні мови та у 1999 Львівський державний університет ім. І.Франка, правничий факультет. Вільно володіє англійською, німецькою та польською мовами.
У 1979—1980 рр. — працював перекладачем на будівництві металургійного комбінату в місті Аджаакута (Нігерія).
У 1981—1984 рр. — на викладацькій роботі в Івано-Франківську.
У 1984—1987 рр. — перекладач німецької мови на авторемонтному заводі міста Кенігс-Вустерхаузен.
У 1987—1990 рр. — на викладацькій роботі в Івано-Франківську.
У 1990—1995 рр. — торговий представник датської фірми «Фліндт» в Україні, Генеральний директор українсько-німецького СП «Хандельс Групе Імпекс» Івано-Франківськ.
З 1996 року на дипломатичній роботі в Міністерстві закордонних справ України.
У 1996—1998 рр. — другий, перший секретар, радник Консульського управління МЗС України.
У 1998—2002 рр. — консул Генерального консульства України в Стамбулі.
У 2002—2004 рр. — радник, начальник відділу, заступник начальника управління Департаменту консульської служби МЗС України.
У 2004—2005 рр. — перший заступник начальника Управління консульської служби МЗС України, заступник директора Департаменту консульської служби МЗС України.
У 2005—2010 рр. — Генеральний консул України в Кракові.
З 2010 року посол з особливих доручень Міністерства закордонних справ України, Директор Протокольного департаменту МЗС України, спеціалізується на консульсько-правових та протокольних аспектах дипломатичної роботи.
З 28 серпня 2015 до 4 травня 2022 року — Надзвичайний і Повноважний Посол України в Словенії.

## Дипломатичний ранг
- Надзвичайний і Повноважний Посланник першого класу
- Надзвичайний і Повноважний Посол (2016)[7]